# (21610) Rosengard
(21610) Rosengard (1999 JE48) – planetoida z pasa głównego asteroid okrążająca Słońce w ciągu 4,66 lat w średniej odległości 2,79 j.a. Odkryta 10 maja 1999 roku.